# 莊令輿
莊令輿（1662年11月8日—1740年8月22日，康熙元年九月二十八日－乾隆五年七月初一日），原名景濂，字蓀服，號阮尊。江蘇省常州府武進縣（今屬常州市）人，清朝政治人物、詩人。

## 生平
天資穎異，下筆則數千字，尤其工於詩。早年為監生。
康熙三十五年（1696年），以蔣璣之名中式丙子科順天鄉試，因借名頂替被黜。
四十一年（1702年），中式壬午科順天鄉試南皿，應試時兼作四書五經文二十三篇而違反規定，經奏聞後，康熙帝欽賜舉人。
四十五年（1706年）取中丙戌科會試五經卷，殿試位列第二甲第十九名進士出身。選翰林院庶吉士，學習滿文。
四十八年（1709年）四月十一日，散館，授翰林院編修。選充教習滿洲庶吉士（小教習），充《政治典訓》纂修官。
五十二年（1713年）三月十八日，覃恩敕封儒林郎。
五十三年（1714年）六月十六日，以編修差充甲午科浙江鄉試副考官，所取多一時名士。
後罷官歸鄉，奉養父母。喜好汲引後進，指導皆成佳士。家貧而好學，雖然一無所有卻安寧恬適。親自教育孫輩讀書，書對聯於家塾：「負郭無遺產，傳家有賜書」。
雍正十三年（1735年）九月初三日，以子莊松承覃恩誥封奉政大夫。
乾隆五年（1740年）七月初一日卒，年六十二歲。

## 著作
- 《雙松晚翠樓詩鈔》二十卷
- 《蓀服時文稿》
- 輯刊《毗陵六逸詩鈔》二十二卷

## 家庭及關聯
莊令輿屬毗陵莊氏第十二世。
- 祖父：莊寶（1609年－1654年），恩貢生，曾仕於南明魯王，棄職歸隱，被逮捕處死於江寧，入祀忠義祠。[11]
- 祖母：吳氏，莊寶繼室，萬曆二十六年進士湖廣布政使司右布政使吳玄孫女、監生吳我思之女。[12]
- 父：莊維嵩（1642年－1728年）[13]，康熙五十二年敕封儒林郎、雍正十三年誥贈通議大夫。
- 母：張氏，康熙五十二年敕贈太安人、雍正十三年誥贈太淑人，萬曆二十六年進士江西按察使張師繹之孫女。
- 令輿排行第一，另有一弟二姊妹：
  - 莊令翼（1666年－1750年），康熙四十八年進士，官至福建按察使。娶胡氏，順治十二年進士貴州安順府知府胡宗虞之孫女。
  - 姊妹一，適康熙三十五年經魁宜興吳崇。
  - 姊妹二，適雍正元年進士松江府教授蔣汾功。

### 妻妾
- 正室：蔡氏，崇禎十六年進士戶部主事蔡元宸之孫女、蔡雲升之女。康熙五十二年敕封安人，雍正十三年誥封太宜人。
- 無側室。

### 子女
有四子二女。
- 長女，未嫁卒。
- 次女（1683年－1708年），適管棟，誥贈夫人[14]，孫管幹貞為乾隆三十一年進士、漕運總督。
- 長子：莊松承（1685年－1768年），雍正十一年舉人，官至順天府南路廳同知。娶邵氏，浙江山陰舉人邵之政之女。
- 次子：莊柏承（1687年－1772年），雍正五年會試明通榜，官湖南安福縣知縣。娶董氏，順治四年進士工部主事董上治曾孫女、董以寧孫女、董大倫之獨女。
- 三子：莊柟榮（1689年－1756年），監生。娶楊氏，崇禎十六年進士楊廷鑑之孫女、順治十六年進士山東按察使楊大鯤之女。
- 四子：莊杜芬（1691年－1771年），府學生。娶俞氏，康熙四十五年進士、翰林院編修俞長策之女。